# كريستيان بورنس (مغني)
كريستيان بورنس (بالإنجليزية: Christian Burns)‏ هو عازف قيثارة ومغني ومغن مؤلف وموسيقي بريطاني، ولد في 18 يناير 1974 في ليفربول في المملكة المتحدة.

## وصلات خارجية
- الموقع الرسمي
- كريستيان بورنس على موقع IMDb (الإنجليزية)
- كريستيان بورنس على موقع ميوزك برينز (الإنجليزية)
- كريستيان بورنس على موقع ديسكوغز (الإنجليزية)